# 11A busz (Székesfehérvár)
A székesfehérvári 11A jelzésű autóbusz a Csapó utca és a Sóstói bevásárlóközpont között közlekedik. A viszonylatot a Volánbusz üzemelteti.

## Története
Korábban a Szedreskerti lakónegyed – Ikarus útvonalon közlekedett 2005. decemberi megszüntetéséig. 2007 júniusában indult újra, új útvonallal az Auchanig (Sóstói bevásárlóközpont). Ezzel az alsóvárosi lakosok azon régi kívánsága teljesült, hogy átszállás nélkül eljuthassanak az Auchan áruházig.
2017. május 1-jétől szabadnapokon délelőtt is közlekedik óránkénti indulásokkal (a Csapó utcától 6:20 és 13:20 között, az Auchantól pedig 6:45 és 13:45 között).

## Járművek
A viszonylaton csuklós és szóló autóbuszok is közlekednek egyaránt. Csuklós autóbuszok közül Mercedes-Benz Citaro G, Mercedes-Benz O345G, Volvo 7000A, Ikarus 280 és Ikarus C80, szóló autóbuszok közül pedig Mercedes-Benz Citaro, Ikarus 412, Alfa Cívis 12 és Alfa Localo autóbuszok közlekednek a vonalon.

## Útvonala
| Sóstói bevásárlóközpont felé | Csapó utca felé |
| --- | --- |
| Csapó utca vá. – Selyem utca – Piac tér – Vörösmarty tér – Széchenyi utca – Csikvári út – Batthyány utca – Vásárhelyi utca – Japán utca – Amerikai fasor – Holland fasor – Sóstói bevásárlóközpont vá. | Sóstói bevásárlóközpont vá. – Holland fasor – Amerikai fasor – Japán utca – Vásárhelyi utca – Batthyány utca – Csikvári út – Széchenyi utca – Vörösmarty tér – Piac tér – Halász utca – Csapó utca vá. |

## Megállóhelyei
| 0  | Csapó utca végállomás              | 22 | 12A, 13A, 15, 15Y, 17, 29, 40, 41, 42, 43, 44 | Tolnai Utcai Általános Iskola                                                                 |
| 2  | Autóbusz-állomás                   | 20 | 10, 11, 12, 12A, 12Y, 13, 13A, 13G, 13Y, 14, 14G, 15, 15Y, 26, 26A, 26G, 27, 36, 37, 38, 40, 41, 42, 43, 44 707, 718, 747, 748, 749, 750, 751, 757, 758, 759, 8000, 8001, 8002, 8010, 8011, 8013, 8030, 8032, 8033, 8035, 8037, 8039, 8040, 8046, 8047, 8048, 8049, 8050, 8055, 8060, 8062, 8065, 8066, 8067, 8068, 8069, 8070, 8078, 8080, 8086, 8090, 8092, 8093, 8095, 8096, 8097, 8098, 8099 1172, 1173, 1174, 1204, 1205, 1215, 1229, 1507, 1510, 1512, 1529, 1563, 1706, 1707, 1734, 1758, 1803, 1808, 1809, 1822, 1823, 1824, 1826, 1840, 1841, 1842, 1843, 1844, 1845, 1853 | Autóbusz-állomás, Alba Plaza, Belváros                                                        |
| 4  | Református Általános Iskola        | 18 | 11, 11G, 12, 12A, 12Y, 13, 13A, 13G, 13Y, 15, 15Y, 22, 23, 23E, 24, 25, 26, 26A, 36, 37, 38, 40, 41, 43, 44 | Református templom, Talentum Református Általános Iskola, József Attila Kollégium             |
| 6  | Horvát István utca                 | 16 | 11, 11G, 12, 12A, 12Y, 15, 15Y, 40, 41 8040, 8046, 8047, 8048, 8049 |                                                                                               |
| 8  | Sóstói temető                      | 14 | 11, 40, 41 | Sóstói református temető                                                                      |
| 9  | Stadion                            | 13 | 11, 40, 41 | Sóstói Stadion                                                                                |
| 10 | Segesvári utca                     | 12 | 11, 40, 41 | Táncsics Mihály Általános Iskola                                                              |
| 12 | Batthyány köz                      | 10 | 11, 40, 41 |                                                                                               |
| 13 | Rádió utca                         | 9  | 11, 40, 41 |                                                                                               |
| 14 | Ikarus 1. porta                    | 8  | 11, 11G S30 S34 S35 sebesvonat | Vasúti megállóhely, Ikarus gyár                                                               |
| 15 | Ikarus 3. porta                    | 7  | 11, 11G | Ikarus gyár                                                                                   |
| 17 | Japán utca                         | 5  | 11 |                                                                                               |
| 19 | Holland fasor / Amerikai fasor     | 3  | 15 | Denso, Harman Becker Kft.                                                                     |
| 20 | Holland fasor 15.                  | 2  | 15 | Grundfos, Fémforg Kft.                                                                        |
| 21 | Holland fasor 6.                   | 1  | 15 | Philips, Jüllich Glas, Decathlon, Alba-Zöchling Kft., Győri Keksz Kft., General Plastics Kft. |
| 22 | Sóstói bevásárlóközpont végállomás | 0  | 12, 12A, 15 | Auchan                                                                                        |